# Amedeo Nazzari

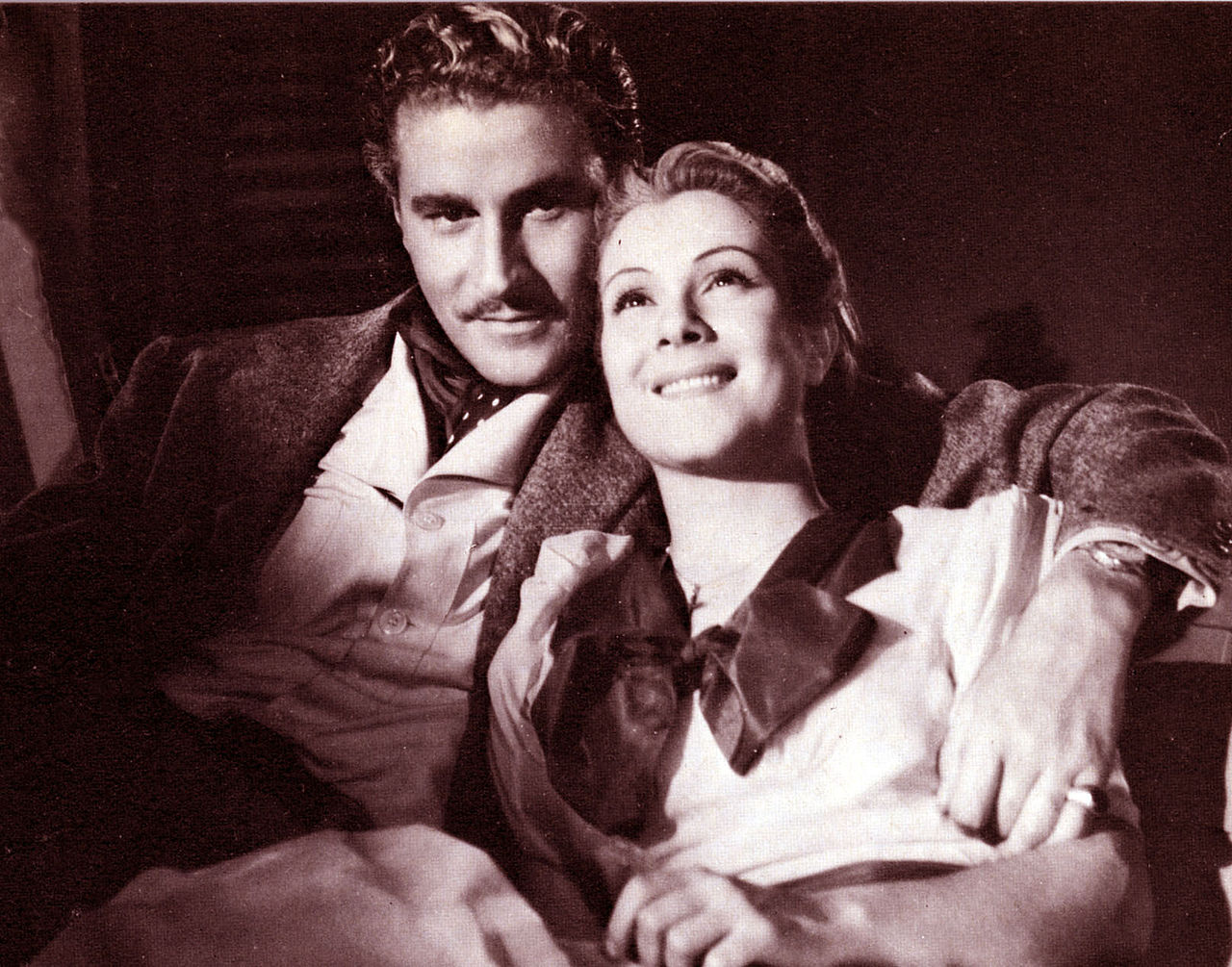
Con Lilia Silvi (Silvana Musitelli: 1921 - 2013) en la película de 1943 Giorni felici, de Gianni Franciolini (1910 - 1960).

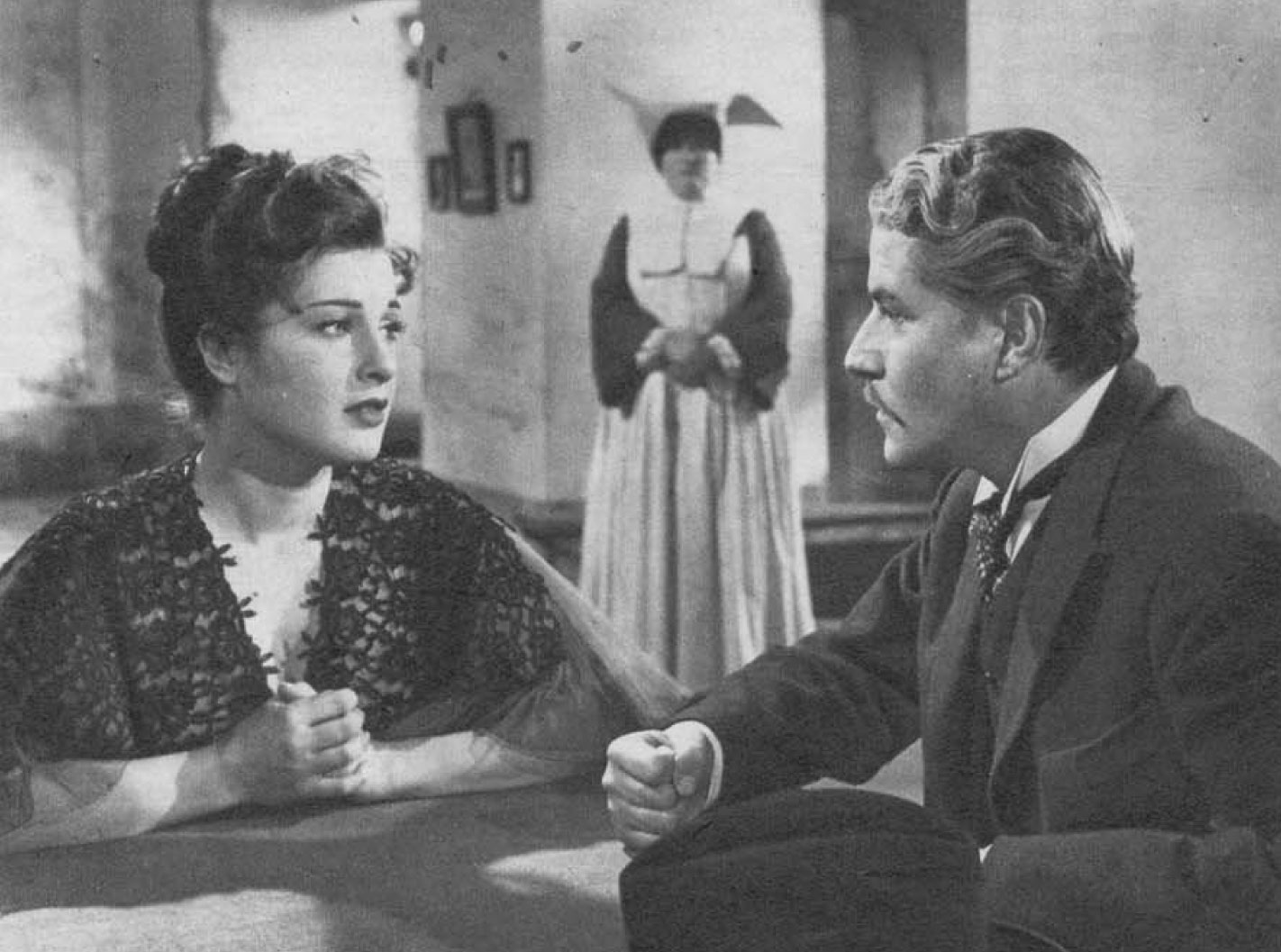
Con Silvana Pampanini (n. 1925) en la película de 1952 Processo alla città, de Luigi Zampa (1905 - 1991).

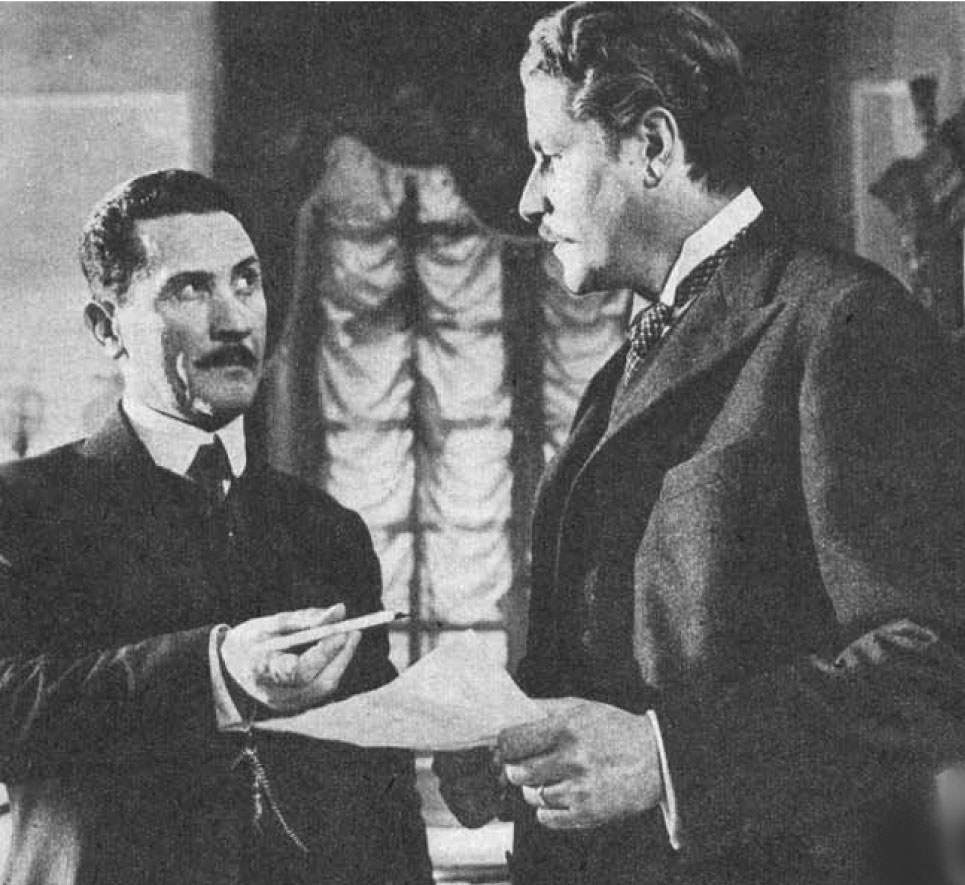
Con Paolo Stoppa en Proceso....

Amedeo Nazzari (Cagliari, 10 de diciembre de 1907 - Roma, 5 de noviembre de 1979) fue un actor italiano, una de las primeras estrellas del cine transalpino. Desarrolló una labor ininterrumpida entre 1937 y su fallecimiento en 1979 (a causa de una afección cardíaca).

## Filmografía
- Melodrammore - E vissero felici e contenti 1978
- The Valachi Papers - Joe Valachi - I segreti di Cosa Nostra 1972
- Il clan dei siciliani 1969
- Il papavero è anche un fiore 1966
- Il gaucho 1964
- Frenesia dell'estate 1964
- Nefertite, regina del Nilo 1961
- Antinea, l'amante della città sepolta 1961
- I due nemici 1961
- La contessa azzurra 1960
- La Maja desnuda 1959
- Il mondo dei miracoli 1959
- Policarpo, "ufficiale di scrittura" 1959
- Malinconino autunno 1958
- Ana de Brooklyn (Anna di Brooklyn), de Vittorio De Sica y Carlo Lastricati 1958
- La puerta abierta 1957
- Le notti di Cabiria 1957
- Il cielo brucia 1957
- L'intrusa 1955
- Angelo bianco 1955
- L'ultimo amante 1955
- Proibito 1954
- Appassionatamente 1954
- Torna! 1954
- Pietà per chi cade 1954
- Un marito per Anna Zaccheo 1953
- Il mondo le condanna 1953
- Sensualità 1952
- Il brigante di Tacca del Lupo 1952
- Processo alla città 1952
- Altri tempi 1952
- Siamo tutti assassini 1952
- Chi è senza peccato... 1952
- Volver a la vida 1951
- Romanticismo 1951
- Ultimo incontro 1951
- I figli di nessuno 1951
- Il brigante Musolino 1950
- Tormento 1950
- Donne e briganti 1950
- Alina 1950
- Il lupo della Sila 1949
- Catene 1949
- Il vedovo allegro 1949
- Don Juan de Serrallonga 1949
- Conflicto inesperado 1948
- Cuando los ángeles duermen 1947
- La figlia del capitano 1947
- Fatalità 1947
- Il bandito 1946
- Un giorno nella vita 1946
- Il cavaliere del sogno (Donizetti) 1946
- La donna della montagna 1943
- Quelli della montagna 1943
- Apparizione 1943
- Harlem 1943
- Bengasi, de Augusto Genina (1942)
- La bisbetica domata 1942
- Giorni felici 1942
- La bella addormentata 1942
- Fedora 1942
- Il romanzo di un giovane povero 1942
- La cena delle beffe 1941
- Caravaggio, il pittore maledetto 1941
- I mariti - Tempesta d'amore 1941
- E sbarcato un marinaio 1940
- Centomila dollari 1940
- Scarpe grosse 1940
- La grande luce (Montevergine) 1939
- Cose dell'altro mondo 1939
- Assenza ingiustificata 1939
- Luciano Serra pilota 1938
- I fratelli Castiglioni 1937
- Cavalleria 1936